# Nyctennomos catalai
Nyctennomos catalai là một loài bướm đêm trong họ Noctuidae.